# Сьомаки (Жмеринський район)
Сьомаки́ — село в Україні, у Жмеринській міській громаді Жмеринського району Вінницької області.

## Географія та клімат
Село протікає річка Без назви, права притока Рову.Розташоване в низинній місцевості попід річку Рів, за три кілометри від станції Жмеринка.Поряд з селом проходить Могилів-Подільська траса, з нею з'єднується Браїлівська асфальтована дорога,  щоб попасти у село, потрібно іти пішки від одного до півтора кілометра. 
Частина Сьомаків лежить над річкою і ставом ліворуч них.  Завдяки лісам, долинам і річці клімат здоровий і благодатно впливає на здоров'я людей.

## Назва
Існує декілька версій походження та стародавніх варіантів назви села.По одній з версій село спочатку мало назву «Сьомакове».  Юхим Сіцінський в книзі «Труды Подольского Епархиального исторически статистического комитета» пише про назву села: «Название, семья поселилась, где было 7 сынов — семаки." Місцеві жителі мають свою версію походження назви села. Нібито насправді у першого поселенця колись було сім синів і вони називалися Якимами на російські мові «Акимы», а звідси і похідна назви села Сем Акимов — Сьомаки. У повісті письменника Ю.Нагібіна "Когда погас фейерверк" назва фольварка, який належав Фон Мекк звучить як Сіамаки.
|  | Собираясь сама в Браилово, она предложила Чайковскому поселиться поблизости от нее, в принадлежащем ей фольварке Сиамаки, или Симаки.... |

## Історія села Сьомаки
Географічне положення с. Семакове, супроти давньої осади Рів, та Демидовці (Виперсовичі) лежить на лівобічному доплаві р. Рів, дають підстави вважати їх існуючими в XIV ст.}} — так пише краєзнавець Отамановський В. Д. в книзі «Вінниця XIV—XVII ст.».
|  | За люстрацією Вінницького замку з 1545 року привілейовані землеволодіння відомі з давнішніх актів і чимало невідомих, досі незнаних, до них належить маєток над річкою Ровець правобережжя с. Новоселиця та село Семакове на лівобічному доплаві річки Рів. |

Пише той же автор в згаданій книзі (ст. 73). Людність Побужжя займалась хліборобством, скотарством, сіяли пшеницю, просо, жито. Допоміжні галузі: ловництво і бортництво. Поселенці вели патріархальний родовий устрій, який став переходити до територіальної громади з індивідуальним господарюванням і поширенням приватної власності. Сільська громада мала невеликі земельні володіння в індивідуальному користуванні у вигляді хуторів. Спільними були «толока», вигін, сінокоси. Рибальство було одним із найдавніших промислів.
Юхим Сіцінський пише "Село принадлежало графу Потоцкому, он его продал Карлу Фон-Мекку, а потом князю Горчакову, а тот — помещице Екатерине Юрьевной Ралли. Покровский храм, построенньїй в 1763 году на месте сгоревшей церкви. Первая церковь была построена в виде корабля. Наиболее выдающимся священником был Лука Холтинский с 1871 по 1887 годы. Школа открыта в 1895 году».

Сьомакове зазнало і польську колонізацію, і турецьку окупацію, і російську колонізацію, і інші експансії. О. Довженко в 1942 році писав: «Наш народ нагадує мені рослину тютюн, його весь час посмикують. У нього велике дебеле листя, а цвіту де-не-де». Цвіт нації плодоносить через освітянський посів. Тривалий час село Сьомаки не мало свого приміщення для діючої восьмирічної школи. У 1976 році до існуючих 3-х класних кімнат за кошти Браїлівського цукрового заводу і Жмеринського відділу народної освіти добудували сім класних кімнат, шкільну майстерню і їдальню. Будівництво велось господарським способом. Молодий ініціативний директор школи Володимир Савович Горлей зумів за два роки закінчити будівництво. У 1978 році школа запрацювала на повну силу. Для зручності до відкриття школи вдячні односельці збудували східцевий марш з проїжджої дороги до шкільного подвір'я. Сходинок зроблено 28 — стільки було років директору-будівничому. Приміщення школи набуло ошатного вигляду, стало зручне у використанні. Колектив Сьомацької неповносередньої школи за створення і розширення матеріальної бази в тому ж році став переможцем соціалістичного змагання серед установ освіти Жмеринського району. Учителі школи працювали з піднесенням, проявляючи творчість, ініціативу, сумління. Випускники і учні тих років з вдячністю згадують Костюк Людмилу Іванівну — учительку фізики, завуча школи; Гнатенко Євгену Данилівну — учительку російської мови і літератури; Горлей Ольгу Олексіївну — учительку української мови і літератури та інших вчителів. В ту пору розпочиналось будівництво Северинівської середньої школи, Горлея Володимира Савовича призначили директором на новобудову у с. Северинівку. Жителі Сьомаків з теплом і щирістю згадують той час і людей, що творили добро для інших.

## Наш час
Село розташоване поблизу Браїлівського цукрового заводу. В період цукроваріння на сезонних роботах тут працюють сьомацькі жителі, дехто на постійній роботі в заводі. Сьомацьке відділення Браїлівського радгоспу є основним виробничим підрозділом. Тут постійно вирощують цукрові буряки, садять висадки і збирають бурякове насіння, зернові культури. Польова сівозміна приносить значно кращі врожаї, чим їх мають сусіди з Рову, Біликовець та Куриловець.Браїлівський цукровий завод, Браїлівська селищна рада суттєво впливають на благоустрій і забудову заводського поселення, забезпечення роботою жителів і розв'язання інших соціальних питань. Село Сьомаки належить по територіальному підпорядкуванню до Браїлівської селищної ради. До 1994 року тут працював дитячий садок з добротними приміщеннями та сформованим педагогічним колективом. Місцеві жителі мали постійну роботу на тваринницькому комплексі. На 2002 рік комплекс не працює. Не забезпечують роботу в повному обсязі і культосвітні установи села. Так склалось, що військовий лікар Микола Олексійович Миронюк після звільнення в запас Приїхав на постійне місце проживання у с. Сьомаки. Тут, допомагаючи лікувати хворих людей, здобув їх прихильність і визнання. Його називають народним цілителем. Він не тільки встановлює діагноз, а й сам готує гомеопатичні лікарські препарати, допомагає хворим виводити пісок з нирок і жовчовивідних протоків та лікує інші хвороби. Не втрачає зв'язку з рідним селом начальник Вінницького будівельного управління № 5 Валерій Миколайович Белень, при нагоді сприяє школі й селу.
12 червня 2020 року, відповідно до Розпорядження Кабінету Міністрів України від  № 707-р «Про визначення адміністративних центрів та затвердження територій територіальних громад Вінницької області», увійшло до складу Жмеринської міської громади.
19 липня 2020 року, в результаті адміністративно-територіальної реформи та ліквідації Жмеринського району, село увійшло до складу новоутвореного Жмеринського району.

## Населення

### Мова
Розподіл населення за рідною мовою за даними перепису 2001 року:
| Мова            | Кількість | Відсоток |
| --------------- | --------- | -------- |
| українська      | 1010      | 98.15%   |
| російська       | 17        | 1.65%    |
| білоруська      | 1         | 0.10%    |
| інші/не вказали | 1         | 0.10%    |
| Усього          | 1029      | 100%     |

## Відомі люди
З Браїловом і Сьомаками пов'язані місця перебування  Петра Ілліча Чайковського, який перебував тут на запрошення власниці села Н.Фон Мекк.Природа давала йому наснагу для творчості. Петро Ілліч називав незрівняннями Браїлів і затишні Сьомаки. Тут він написав шість дуетів: — «Вечер» (на слова Т Г. Шевченка), «Шотландская балада» (на слова О. К. Толстого), «Сльозы» (на слова Ф. І. Тютчева), «В огороде возле броду» (на слова Т. Г. Шевченка), «Минула страсть» (на слова О. К. Толстого), «Рассвет» (на слова І. 3. Сурикова). У Сьомаках завершив роботу над оперою «Орлеанская дева» (27. 09.1879), написав три п'єси для скрипки з фортепіано: «Раздумье», «Скерцо», «Мелодия», романси: «Средь шумного бала», «То было раннею весной», «Серенада Донжуана». П. І. Чайковський, згадуючи Сьомаки і Браїлів, говорив: «Какой прелестный Браилов и Семаки, и какой ненавистный Петербург…»
У селі 20 травня 1937 року народився український поет, перекладач Микола Тимофійович Кабалюк.